# Elwro 144

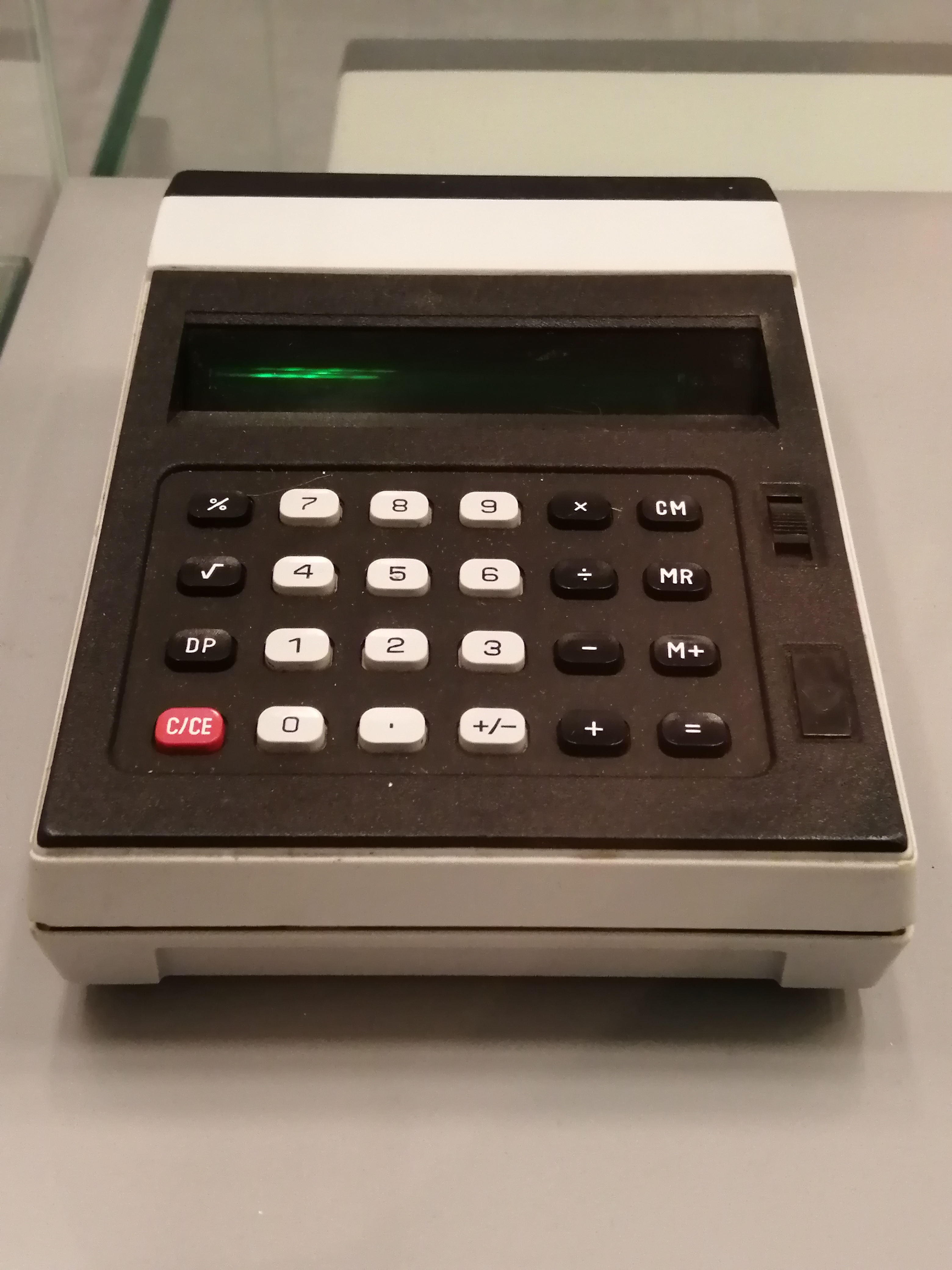
Elwro 144

Elwro 144 – polski biurowy, podstawowy kalkulator elektroniczny produkowany od 1978 przez Wrocławskie Zakłady Elektroniczne Elwro. Uproszczona wersja Elwro 140.
Miał specjalizowany układ scalony MC14007A, świecący na zielono wyświetlacz segmentowy VFD. Zasilany był z sieci prądu przemiennego. 
Funkcje: cztery podstawowe działania matematyczne, obliczanie pierwiastka kwadratowego, procentów. Pamięć sumująca (M+, MR, CM).